# Etheostoma tuscumbia
Etheostoma tuscumbia là một loài cá thuộc họ Percidae. Chúng là loài đặc hữu của Hoa Kỳ.